# 唐纳德·布罗德本特
唐纳德·布罗德本特（Donald E. Broadbent，1926年5月6日—1993年4月19日）是一位英国著名实验心理学家。他的研究工作成为第二次世界大战前弗雷德里克·巴特莱特爵士的方法与战争期间应用心理学发展之间的桥梁，从1960年代末以后又以认知心理学著称。
1926年5月6日，唐纳德·布罗德本特出生在英格兰城市伯明翰。他就读于剑桥大学，在1958年担任应用心理学研究所主管，该研究所隶属于英国医学研究院，由巴特莱特创建于1944年，尽管研究所大部分工作都是关于军事或工业应用问题，布罗德本特还是很快以其理论研究出名。当学术界开始使用数字计算机时，他首先将其类推到人类的认知活动，发展了选择性注意和短时记忆理论。
在每年的英国心理学会年会上，都举行布罗德本特演讲。